# 村上信五の週刊!関ジャニ通信
『村上信五の週刊!関ジャニ通信』（むらかみしんごのしゅうかん かんジャニつうしん）は、2004年10月3日から2021年9月27日まで、約17年間にわたり大阪・ABCラジオで放送されていたラジオ番組。パーソナリティは関ジャニ∞の村上信五。

## 出演
- 村上信五（関ジャニ∞）
- 関ジャニ∞のメンバー（-2013年4月1日）

※以前は関西ジャニーズJr.が出演していた。
2013年4月8日より、村上単独での放送となった。
2021年9月27日に番組が終了。17年の放送に幕を閉じた。

## 特徴
- 2008年迄は、村上とメンバー3人での放送だったが、2009年～2011年7月4日までは村上とメンバー2人で放送。そして、2011年7月11日～2013年4月1日まで、村上とメンバー1人での放送と、メンバーの増減がある。
- 番組中には関ジャニ∞の曲を毎回2曲ずつ流している。（時折関ジャニ∞の同じ曲を流し続けたり、違うアーティストの場合もある。）ただ、2016年6月20日放送分より1曲目を関ジャニ∞、2曲目を他のアーティストの曲を流している。

## 放送期間
| 期間                          | 曜日   | 時間          |
| ----------------------------- | ------ | ------------- |
| 2004年10月3日 - 2005年4月3日  | 日曜日 | 21:00 - 21:30 |
| 2005年4月11日 - 2021年9月27日 | 月曜日 | 0:00 - 0:30   |

## 終了したコーナー
（-2013年4月1日まで）
- 投稿相談物語

　　リスナーからの相談をメンバーが解決
- 究極の選択

　　リスナーから送られてきた究極の選択をメンバーが選ぶ
- 心理テスト

　　リスナーから送られてきた心理テストにメンバーが挑戦
- 渋谷すばるの趣味はこれだ！

　　渋谷の趣味をリスナーに募集し、メンバー達が話し合って決める
- なぞなぞエイト

　　リスナーから送られてきたなぞなぞをメンバーが解く
- 10回クイズ

　　リスナーから送られてきたお題をメンバーが挑戦。安田章大、大倉忠義が100％引っ掛かっていた。

## 放送中のコーナー
- 番組後半に村上は恋愛に関しての格言を話す。
- 漫画恋愛講座

　講談社別冊フレンドの恋愛漫画を紹介。